# Sangphu Ne'uthog
| Tibetische Bezeichnung                                                                     |
| ------------------------------------------------------------------------------------------ |
| Wylie-Transliteration: gsang phu ne'u thog; gsang phu ne'u thog dgon pa; gsang phu dgon pa |
| Andere Schreibweisen: Sangphu-Kloster, Sangphu Neuthok, Sangphu Neuthog, Sangphu Gönpa     |
| Chinesische Bezeichnung                                                                    |
| Traditionell: 桑浦寺                                                                       |
| Vereinfacht: 桑浦寺                                                                        |
| Pinyin:Sāngpǔ Sì                                                                           |

Das Kloster Sangphu Ne'uthog ist ein Kloster der Kadam-Schule, der ersten Sarma-Tradition des tibetischen Buddhismus. 
Es liegt südlich von Lhasa im Kreis Tölung Dechen. Das Kloster wurde 1073 von Ngog Legpe Sherab (rngog legs pa'i shes rab), einem Schüler Atishas, gegründet. Es beherbergte eine der ältesten Klosterschulen Tibets.